# 602
Năm 602 trong lịch Julius.

## Sự kiện
- Thời kỳ Bắc thuộc lần thứ ba

## Sinh

### Không rõ ngày, tháng
- Huyền Trang, cao tăng người Trung Quốc (m. 664)